# Bulgarisk litteratur
Den bulgariska litteraturen är den litteratur som kommer från Bulgarien eller är skriven på bulgariska. Den hör till de äldsta bland de de slaviska folken med fina exempel från 900-talet på så kallad fornkyrkoslaviska. Även på 1300-talet upplevde litteraturen en kulmen som stagnerade.
Den moderna bulgariska litteraturen i egentlig mening uppstod först efter det rysk-turkiska kriget 1877-78 även om decennierna dessförinnan en del ungerska nationalister som Petko Slavejkov, Ljuben Karavelov och Christo Botev varit verksamma som berättare och dramatiker.
Bland författarna under de tidiga åren som nation märks främst Ivan Vazov, lyriker och romanförfattare och skildrare av bulgariska folkets frihetskamp 1876 i Under oket (1889). Bland hans något yngre samtida märks Todor Vlajkov-Veselin och reflexionsdiktaren Stojan Michajlovski, som även i berättelseform utgav en politisk satir över Stambolovtiden.
En betydande personlighet var Aleko Konstantinov, en mästare i det litterära kåseriet, till en skildring av en Amerikaresa (1893). Pentjo Slavejkov, son till Petko Slavejkov, gjorde sig känd som episk-lyrisk diktare. I Sången om blodet försökte han ge sitt folk ett nationalepos och vann med det stor beundran hos många landsmän. Som novellist hämtade han motiv från berömda europeiska konstnärsöden och visade sig vara en vaken iakttagare av hemlandets by- och stadsliv. Petko Todorov skapade en rad egenartade prosadikter, delvis med motiv från bulgarisk folksägen, utgivna under titeln Idyller och utgav även sex romaner. Andra kända lyriker från början av 1900-talet var Kiril Christov och Peju Javorov.
Till en yngre generation hörde T. Trajanov, D. Debeljanov som stupade 1916 under första världskriget och efterlämnade en rad krigsdikter som efter hans död blev mycket uppskattade och N. Lilijev, som under början av 1900-talet påverkades av den västeuropeiska symbolismen. Nikolaj Rajnov berättade säregna legender från fornbulgarien. Bland realistiska folklivsskildrare, ofta med influenser från rysk litteratur var Elin Pelin, D. Nemirov och J. Jovkov. I romanen Bröder skildrade Nemirov en bulgarisk provinsstad före 1878, och Jovkov återgav i sina romaner rättframma skildringar av första världskriget.
Bland de moderna författarna kan Atanas Daltjev och Nikola Vaptsarov nämnas.